# Чуев, Николай Яковлевич
Николай Яковлевич Чуев (1925—2015) — советский и российский общественный деятель, председатель Губкинского районного Совета ветеранов войны, труда, Вооруженных Сил и правоохранительных органов (1974—2011). Почётный гражданин Белгородской области (1997).

## Биография
Родился 26 декабря 1925 года на хуторе Муравка (ныне — в Губкинском городском округе Белгородской области) в крестьянской семье.
С 1940 года после окончания Чуевской неполной средней школы начал свою трудовую деятельность обычным колхозником в колхозе «Заря пахаря» Скороднянского района. В марте 1943 года был призван в ряды Рабоче-Крестьянской Красной армии и направлен в действующую армию, участник Великой Отечественной войны в составе 262-го стрелкового полка 184-й стрелковой дивизии — красноармеец, стрелок, санитар санитарного взвода, пулемётчик 1-го стрелкового батальона, секретарь комсомольской организации роты. Воевал на Калининском фронте и 3-м Белорусском фронте, был участником освобождения Смоленска, Белоруссии, Литвы и Кенигсберга, был одним из первых бойцов своей дивизии, кто вышел на границу с Германией, в боях был ранен и контужен. С 1945 года участник Советско-японской войны, участник освобождения Маньчжурии. За участие в войне и проявленные при этом мужество и отвагу был награждён орденом Красной Звезды, Медалью «За отвагу» и Медалью «За боевые заслуги».
С 1946 года после демобилизации из рядов Советской армии начал работать колхозником в колхозе «Заря пахаря» и в Чуевской машино-тракторной станции, позже работал инструктором местного районного исполнительного комитета.
С 1952 по 1955 годы проходил обучение в Корочанском сельскохозяйственном техникуме, который окончил с отличием и начал работать агрономом. С 1957 по 1965 годы работал секретарём Скороднянского райкома КПСС и заместителем председателя районного исполнительного комитета Совета народных депутатов. С 1959 по 1964 годы обучался на заочном отделении Воронежского сельскохозяйственного института.
В 1965 по 1970 годы работал заместителем начальника Губкинского районного управления сельского хозяйства. С 1970 по 1974 годы — главный государственный инспектор Губкинского района Белгородской области. С 1974 по 2011 годы, в течение тридцати семи лет, Н. Я. Чуев был председателем Губкинского районного Совета ветеранов войны, труда, Вооруженных Сил и правоохранительных органов и руководителем Совета ветеранов 184-й стрелковой дивизии. Н. Я. Чуев был инициатором создания и организатором строительства памятника «Вдове и матери солдата», единственном в России памятника подобной тематики.
Помимо основной деятельности, Н. Я. Чуев избирался депутатом исполкома Губкинского районного Совета народных депутатов и членом бюро Губкинского райкома КПСС.
28 апреля 1997 года «за многолетнюю плодотворную работу по увековечению памяти павших, боевого и трудового подвига жителей Губкинского района в годы Великой Отечественной войны, решение вопросов социальной защиты ветеранов» Н. Я. Чуеву было присвоено почётное звание — Почётный гражданин Белгородской области.
Скончался 22 апреля 2015 года в городе Губкине.

## Награды
- Ордена Отечественной война I степени (6.04.1985[5])
- Два Ордена Дружбы народов
- Орден Красной Звезды (26.08.1944)
- Медаль «За отвагу» (10.09.1945)
- Медаль «За боевые заслуги» (09.08.1944)

### Звания
- Почётный гражданин Белгородской области (28.04.1997 г. № 214[4])
- Почетный гражданин Шакяйского района Литвы (1945[2])